# Yasugi

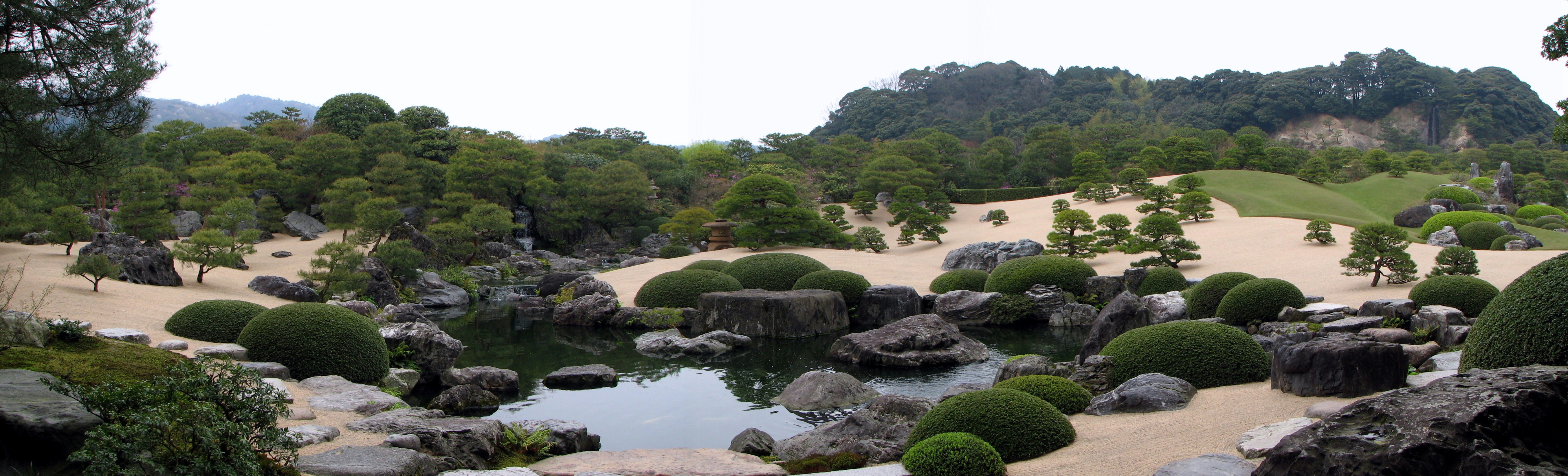
Museo di Arte Adachi

Yasugi (安来市?, Yasugi-shi) è una città giapponese della prefettura di Shimane. In questa città si trova il famoso Adachi Museum of Art con un giardino botanico di notevole interesse naturalistico, artistico e culturale.